# Leucopis argentata
Leucopis argentata är en tvåvingeart som beskrevs av Ernst Wilhelm Heeger 1848. Leucopis argentata ingår i släktet Leucopis och familjen markflugor.
Artens utbredningsområde är Österrike. Arten har ej påträffats i Sverige. Inga underarter finns listade i Catalogue of Life.